# Rimski car
Rimski car bio je vladar i monarhijski poglavar Rimskog Carstva, počevši od dodjele titule augustus Oktavijanu 27. pr. Kr. Izraz »car« moderna je konvencija i nije postojao kao takav za vrijeme Carstva.
Legitimnost careve vladavine ovisila je o njegovoj kontroli nad Rimskom vojskom i priznanju Senata; cara bi uglavnom proglasile njegove trupe ili Senat, ili oboje. Prvi su carevi vladali sami, a kasniji carevi ponekad bi vladali sa sucarevima kako bi osigurali nasljeđe ili podijelili upravu carstva između njih. Smatralo se da se služba cara razlikuje od službe rexa (kralja). August, prvi car, odlučno je odbio priznanje za monarha. Tijekom prvih 300 godina rimskih careva nastojalo se prikazati careve kao vođe Republike, strahujući od bilo kakvog povezivanja s kraljevima koji su vladali Rimom prije Republike.
Od Dioklecijana, čije su tetrarhijske reforme podijelile položaj na jednog cara na Zapadu i jednog na Istoku, carevi su vladali u otvorenom monarhijskom stilu. Iako je nasljeđivanje općenito bilo hereditarno, bilo je nasljedno samo ako je postojao odgovarajući kandidat prihvatljiv vojsci i birokraciji – nije usvojeno načelo automatskog nasljeđivanja, što je često dovodilo do nekoliko pretendenata na prijestolje. Unatoč tome, elementi republikanskog institucijskog okvira (senat, konzuli i magistrati) sačuvani su i nakon raspada Zapadnog Carstva.
Konstantin I. Veliki, prvi kršćanski car, premjestio je prijestolnicu iz Rima u Konstantinopol (prije poznat kao Bizant) 330. godine. Rimski su carevi uvijek bili na visokim vjerskim dužnostima; pod Konstantinom je nastala specifično kršćanska ideja da je car Božji odabrani vladar na Zemlji, poseban zaštitnik i vođa kršćanske Crkve, što je kasnije nazvano cezaropapizmom. U praksi je carev autoritet u crkvenim pitanjima često bio predmet osporavanja. Zapadno Rimsko Carstvo propalo je u kasnom 5. stoljeću nakon višestrukih invazija germanskih barbarskih plemena, a nakon smrti Julija Nepota 480. godine nije ostao nijedan priznati kandidat za cara Zapada. Umjesto toga, istočni car Zenon proglasio se jedinim carem teoretski nepodijeljenoga Rimskog Carstva (iako u praksi nije imao nikakav autoritet na Zapadu). Kasniji istočni carevi koji su vladali iz Konstantinopola nazivali su se bazilejima Rimljana (grčki: βασιλεύς Ῥωμαίων, Basileus Romaíon), ali se u modernoj znanosti često nazivaju bizantskim carevima.
Papinstvo i germanska kraljevstva zapada priznavali su istočne careve do dolaska carice Irene na prijestolje 797. godine. Nakon toga, papinstvo je stvorilo suparničku lozu rimskih careva u zapadnoj Europi – rimsko-njemačke careve – koji su većinom vladali Svetim Rimskim Carstvom od 800. pa sve do raspada Svetoga Rimskog Carstva 1806. godine. Ti carevi nikada nisu bili priznati u Carigradu, a njihove su krunidbe rezultirale srednjovjekovnim problemom dvaju careva. Posljednji istočni car bio je Konstantin XI. Paleolog, koji je umro tijekom pada Carigrada u ruke Osmanskog Carstva 1453. godine. Nakon osvajanja grada, osmanski sultani usvojili su titulu »cezar Rimljana« (turski: kayser-i Rûm). Bizantska skupina careva koji su polagali pravo postojala je u Trapezuntskom Carstvu (sve dok ga Osmansko Carstvo nije osvojilo 1461.), iako su od 1282. koristili modificiranu titulu.

## Napomene
1. ↑  Iako se Romul Augustul (vladao 475. – 476.) često smatra posljednjim zapadnim carem, njegov prethodnik Julije Nepot i dalje je bio priznat na istočnom dvoru kao legitimni vladar Zapada.[5]